# Fehér Adrienn
Fehér Adrienn (Budapest, 1973. november 21. –) EMeRTon-díjas magyar színésznő, énekesnő.

## Életpályája
Zenész családban született. Általános iskolásként a Magyar Rádió Gyermekkórusába járt, majd a Konzervatóriumban érettségizett szolfézs szakon. A Gór Nagy Mária Színitanodában diplomázott. A székesfehérvári Vörösmarty Színház társulatának alapító tagja volt 1995-1998 között, majd 2003-tól újra. 1998-ban az Év felfedezettje kategóriában EMeRTon-díjat kapott.
Elvált, két gyermek édesanyja.

## Színházi szerepei
- Ábrahám
- Shakespeare: Ahogy tetszik
- Álomlányok
- Simonkovits Ákos: Atlantis - Az elveszett világ nyomában....Ferdoné
- Jonavan Druten - Christopher Isherwood: Cabaret....Sally Bowles
- John Kander - Fred Ebb - Bob Fosse: Chicago....Mama Morton
- Diploma előtt
- Együtt a banda! (ének)
- James Rado - Gerome Ragni - Galt MacDermot: Hair
- Szurdi András - Szikora Róbert - Szomor György - Vinnay Péter - Valla Attila: Katonadolog....Pálos Júlia
- Déry Tibor - Pós Sándor - Presser Gábor - Adamis Anna: Képzelt riport egy amerikai popfesztiválról
- Antoine de Saint-Exupéry: A kis herceg....Kígyó
- Musical Show a cápák birodalmában (ének)
- Musical varázs
- Topolcsányi Laura: Hamu és gyémánt...Heni
- Várkonyi Mátyás - Miklós Tibor: Néró és a sztárcsinálók....Hetéra
- Verebes István: Remix, avagy a három nagylány....Fiatal Zoe
- Valentyin Zorin: Varsói melódiák

## Film és sorozatszerepei
- Oltári csajok (2017–2018) – Hegyi Karola
- Ki vagy te (2023) – Laudátor

## Zenei pályája
Egy nagylemezt jelentetett meg Fehér címmel 2003-ban, az egyik dalból (Visszatérő út) kislemez is készült. Országosan a Pokémon japán animesorozat magyar nyelvű dalaival lett ismert még 2000-ben, melyet Németh Attila színésszel közösen készítettek.

### Album
- Fehér (2003)

### Kislemezek
- Visszatérő út (2003)
- Ég veled (2003)

### Albumok, melyeken közreműködött
- Képzelt riport 1 amerikai popfesztiválról (1998)
- Hyppolit, a lakáj (1999)
- Pokémon – A népszerű tv-sorozat zenéje (2000)
- Pokémon – Utazások Johto-ba (2001)